# Tulung (Pamotan)
Tulung is een bestuurslaag in het regentschap Rembang van de provincie Midden-Java, Indonesië. Tulung telt 707 inwoners (volkstelling 2010).